# Филантови
Филантовите (Phyllanthaceae) са семейство растения от разред Малпигиецветни (Malpighiales).
Таксонът е описан за пръв път от руския филолог и ботаник Иван Мартинов през 1820 година.

## Родове
- Actephila
- Andrachne
- Antidesma
- Aporosa
- Ardinghelia
- Ashtonia
- Astrocasia
- Bischofia
- Blotia
- Breynia
- Candelabria
- Chascotheca
- Chonocentrum
- Cleistanthus
- Croizatia
- Didymocistus
- Discocarpus
- Distichirhops
- Flueggea – Флугея
- Gentilia
- Gonatogyne
- Heterosavia
- Heywoodia
- Hieronyma
- Hymenocardia
- Jablonskia
- Lachnostylis
- Leptonema
- Leptopus – Лептопус
- Maesobotrya
- Margaritaria
- Meineckia
- Nothobaccaurea
- Notoleptopus
- Pentabrachion
- Petalodiscus
- Phyllanthopsis
- Phyllanthus – Филантус
- Plagiocladus
- Protomegabaria
- Pseudoglochidion
- Pseudolachnostylis
- Pseudophyllanthus
- Richeria
- Richeriella
- Savia
- Securinega
- Spondianthus
- Thecacoris
- Wielandia
- Zimmermannia
- Zimmermanniopsis